# Phường 2, Quận 6
Phường 2 là một phường thuộc Quận 6, Thành phố Hồ Chí Minh, Việt Nam.
Phường 2 có diện tích 0,24 km², dân số năm 2021 là 8.024 người,  mật độ dân số đạt 33.433 người/km².